# Klécius Caldas
Klécius Pennafort Caldas (Rio de Janeiro, 6 de maio de 1919 – Rio de Janeiro, 22 de dezembro de 2002) foi um compositor brasileiro. Em 1948, o samba-canção "Somos Dois", sucesso interpretado por Dick Farney, foi sua primeira canção gravada, uma parceria com Armando Cavalcanti e Luís Antônio.
Armando Cavalcanti (1914–1964) e Klécius Caldas, juntos formaram uma grande parceira, compondo mais de 50 músicas que já foram gravadas na voz de diferentes músicos, entre eles se destacam: Cauby Peixoto, Wilson Simonal, Dalva de Oliveira, Dircinha Batista, Linda Batista, entre outros.